# IPhone 14
iPhone 14 a iPhone 14 Plus jsou chytré mobilní telefony, designované, vyvíjené a vyráběné americkou společností Apple. Představitelé 16. generace iPhonu nahrazují iPhone 13 a jeho varianty.
iPhone 14 a jeho varianty iPhone 14 Plus, iPhone 14 Pro a 14 Pro Max, byly představeny 7. září 2022 na konferenci Apple Event v Apple Parku v kalifornském Cupertinu.

## Historie
iPhone 14 a iPhone 14 Plus byly oficiálně oznámeny na Apple Eventu „Far Out“, spolu s modely 14 Pro, 14 Pro Max a zařízeními Apple Watch Series 8, Apple Watch SE 2. generace, Apple Watch Ultra, 2. generací AirPods Pro a novými aktualizacemi Apple Fitness+ prostřednictvím virtuální tiskové konference natočené v Apple Parku v Cupertinu v Kalifornii 7. září 2022. Současně byl vydán i související systém iOS 16.
Předobjednávky začaly 9. září, přičemž iPhony jsou dostupné od 16. září (iPhone 14), resp. od 7. října (model 14 Plus).

## Specifikace
iPhone 14 a 14 Plus staví na podobných komponentách jako iPhone 13, totožné jsou i designově. Výraznější vylepšení zaznamenal pouze fotoaparát a baterie.

### Čipová sada
iPhone 14 a iPhone 14 Plus jsou vybaveny vylepšenou čipovou sadou Apple A15, podobnou variantou použitou pro iPhone 13 Pro a 13 Pro Max. Dále je iPhone 14 a 14 Plus vybaven 6jádrovým CPU – dvěma vysoce-výkonnostními jádry „Avalanche“ [ˈævəlɑːnʃ Amer ˈævəlæntʃ]IPA a čtverem energeticky-efektivních jader „Blizzard“ [ˈblɪzəˈ(r)d]IPA, 5jádrovým GPU, 16jádrovým Neural Enginem a vylepšeným Image Signal Procesorem.

### Displej
iPhone 14 nese 6,1palcový, 15cm, displej s technologií Super Retina XDR OLED s rozlišením 2 532 × 1 170 pixelů, přičemž hustota pixelů je 460 PPI (pixels per inch) s obnovovací frekvencí 60 Hz. iPhone 14 Plus má 6,7palcovou, 17cm, obrazovku se stejnou technologií s rozlišením 2 780 × 1 284 pixelů a hustotou pixelů asi 458 PPI; oba modely pak mají maximální jas až 1 200 nitů.

### Kamerový systém
iPhone 14 i 14 Plus jsou vybaveny totožným kamerovým systémem se třemi fotoaparáty: jedním předním fotoaparátem (12Mpix, ƒ/1,9) a dvěma zadními fotoaparáty – širokoúhlým (12Mpix, ƒ/1,5) a ultraširokým (12Mpix, ƒ/2,4), přičemž širokoúhlé a přední fotoaparáty mají vyšší clonu než iPhone 13. Přední fotoaparát má také nově automatické ostření.

## Design
Barevné verze iPhone 14 jsou dostupné v modré, fialové, temně inkoustové, hvězdně bílé a v červené barvě (pod označením Product Red). 7. března 2023 byly dodatečně vydány iPhony 14 a 14 Plus v barvě žluté.
| Barva | Název                 |
| ----- | --------------------- |
|       | Modrá                 |
|       | Fialová               |
|       | Temně inkoustová      |
|       | Hvězně bílá           |
|       | Žlutá                 |
|       | Červená (Product Red) |

## Kontroverze
Apple dělá (podobně jako Samsung) postupně čím dál větší rozdíly mezi telefony určenými pro různé trhy. Nový čip A16 Bionic je pouze v modelu iPhone 14 Pro a Pro Max; ostatní modely mají loňský čip A15 Bionic. Jen v USA a části Kanady bude fungovat tísňová služba přes satelitní spojení (softwarová podpora bude součástí aktualizace v listopadu 2022) zajišťovaná firmou Globalstar. Funkce 3D pohledu na město zahrnuje jen města v USA a Kanadě. Funkce aplikace Peněženka pro uložení občanského a řidičského průkazu funguje jen v některých státech USA. V Evropě stále nefunguje služba Tap to Pay pro příjem bezhotovostních plateb pomocí iPhone určená pro malé živnostníky; naopak v Evropě je v iPhone na rozdíl od USA k dispozici slot na klasickou SIM kartu (iPhone 14 a iPhone 14 Pro podporují v USA jen eSIM).
Na začátku prodeje postihly iPhone softwarové chyby, které jsou postupně opravovány (některé nikoliv). Verze iOS 16.0.1 opravovala problémy s aktivací telefonu, migrací dat, zvětšování fotografií naležato, enterprise autentizaci. Pokračující problémy v aplikaci iMessage. Problémy s CarPlay a telefonování v autě. Náhodné restarty zařízení. Problémy se zamykací obrazovkou, Dynamic Island (zasekávající se animace, zobrazení na nesprávném místě), rychlé vybíjení baterie související s funkcí Always On.
Detekce kolize iPhone 14 a Apple Watch vytáčí tísňovou linku při jízdě na horské dráze.